# Vikingfjord Vodka

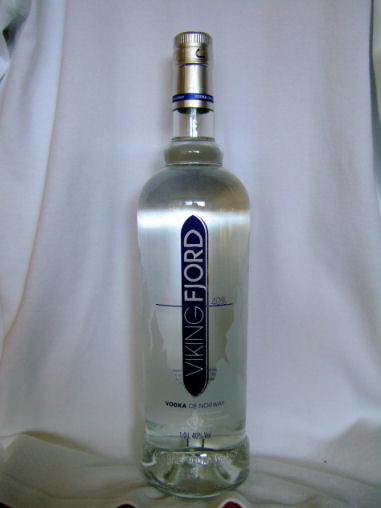
Vikingfjord Vodka

Vikingfjord Vodka ist eine Wodka-Marke mit einem Alkoholgehalt von 37,5, 40,0 oder 50,0 % vol., die von der norwegischen Firma Arcus abgefüllt wird. Es wird behauptet, dass die Marke zu den beliebtesten in Norwegen zählt.

## Geschichte
Norwegen hat neben Polen und Russland eine lange Tradition in der Herstellung klarer Spirituosen. Vor der Industrialisierung wurde auf vielen Höfen selbst gebrannt, da man damals während der kalten Winter Alkohol noch zum "Aufwärmen" trank. Wegen der ungünstigen Produktionsbedingungen wurden Kartoffeln zum Ansetzen der Maischen verwendet. Kartoffeln haben bei dem in Norwegen herrschenden Klima erheblich bessere Erträge und wurden allgemein zum Brennen von Wodka verwendet. Lange Zeit war Aquavit die beliebteste Spirituose in Norwegen. In neuerer Zeit wird Vikingfjord als solche bezeichnet.
Vikingfjord wurde 1985 unter der Regie von Heublein (bekannt durch die Wodkamarke Smirnoff) gemeinsam mit dem vormaligen Staatsmonopolisten „Vinmonopolet“ kreiert. Dabei wurde ein Name gewählt, der für den internationalen Absatz einen Bezug zu Norwegen herstellen sollte. Nachdem Heublein kurze Zeit später von „International Distillers & Vintners“ übernommen worden war, kam es zu keiner Vermarktung außerhalb Norwegens. Erst nachdem Arcus die Markenrechte übernommen hatte, begann der Export. Seit 2002 wird Vikingfjord in den Vereinigten Staaten verkauft, wo es im „Luxuswodkasegment“ heute etabliert ist.
Seit 2001 hat Berentzen die Vertriebsrechte von Vikingfjord Vodka in Deutschland. Berentzen hielt auch bis 2005 26,9 Prozent der Anteile an Sucra AS, der 100-prozentigen Muttergesellschaft von Arcus.
Das Erzeugnis gewann Preise der The International Wine & Spirit Competition und die The International Spirit Challenge.

## Produkte

### Vikingfjord Vodka
Der Wodka wird aus Kartoffelmaische, die dann fünffach gebrannt wird, destilliert und mit Gletscherwasser des Jostedalsbreen-Gletschers im Südwesten Norwegens auf 40,0 oder 50,0 % vol. eingestellt, bevor er abgefüllt wird.

### Vikingfjord Flavoured Vodka
Dies ist ein mit Zitronen-, Apfel- oder Heidelbeeraromen aromatisierter Wodka, der auf einen Alkoholgehalt von 37,5 % vol. eingestellt wird.